# Molleja
Dependiendo del contexto, molleja hace referencia a distintas partes de la anatomía de los animales.

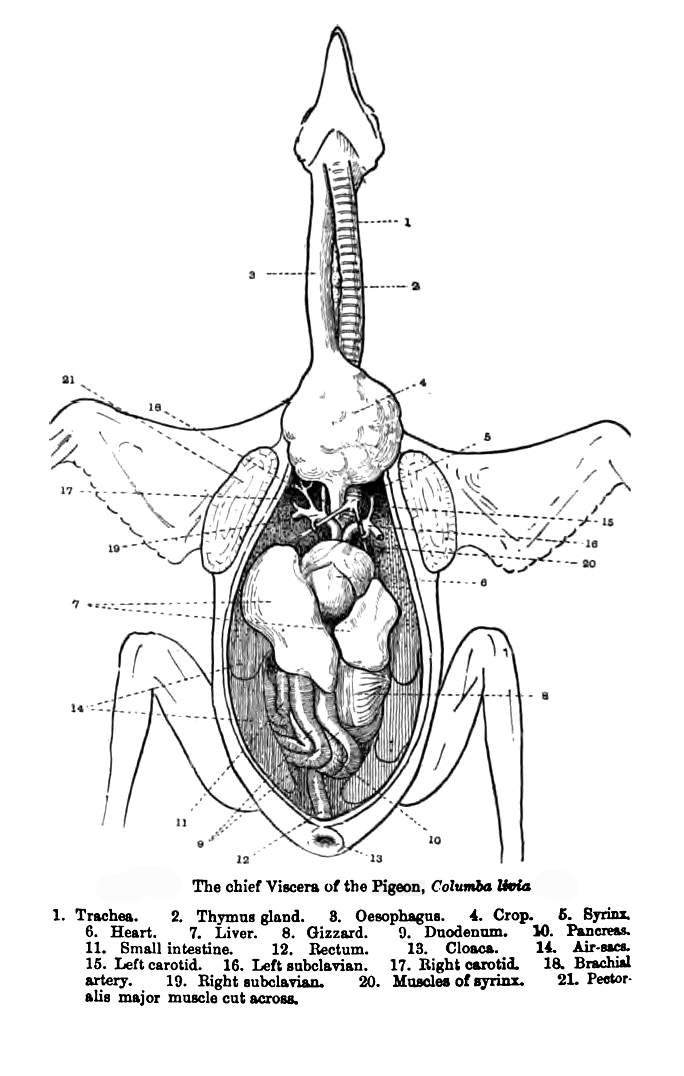
Anatomía de una paloma; la molleja está indicada con el número 8 (gizzard)

## Biología
La molleja es una especialización del estómago de algunos invertebrados y vertebrados, como pueden ser peces, reptiles y las aves. Tiene una pared gruesa, no glandular, con una fuerte musculatura. Permite triturar finamente la comida. Dentro de la molleja de las aves pueden encontrarse gastrolitos.

## Gastronomía
En diversos lugares del mundo la molleja de pollo y otras aves se consume guisada o asada.
En el Cono Sur son partes del ganado vacuno utilizadas generalmente en Argentina, Paraguay y Uruguay como parte del asado y constituye un plato común en la gastronomía de dichos países. La molleja típica de un asado está constituida por la glándula timo de un bovino. Otra glándula que se conoce como molleja es la parótida. Se suelen utilizar las mollejas de animales vacunos, de corderos, y cerdos como plato de alimentación. Se consume en distintos países europeos y americanos. Las mollejas pueden cocinarse asadas o cocidas a modo de guiso, rebozadas y fritas, según la costumbre de cada lugar.

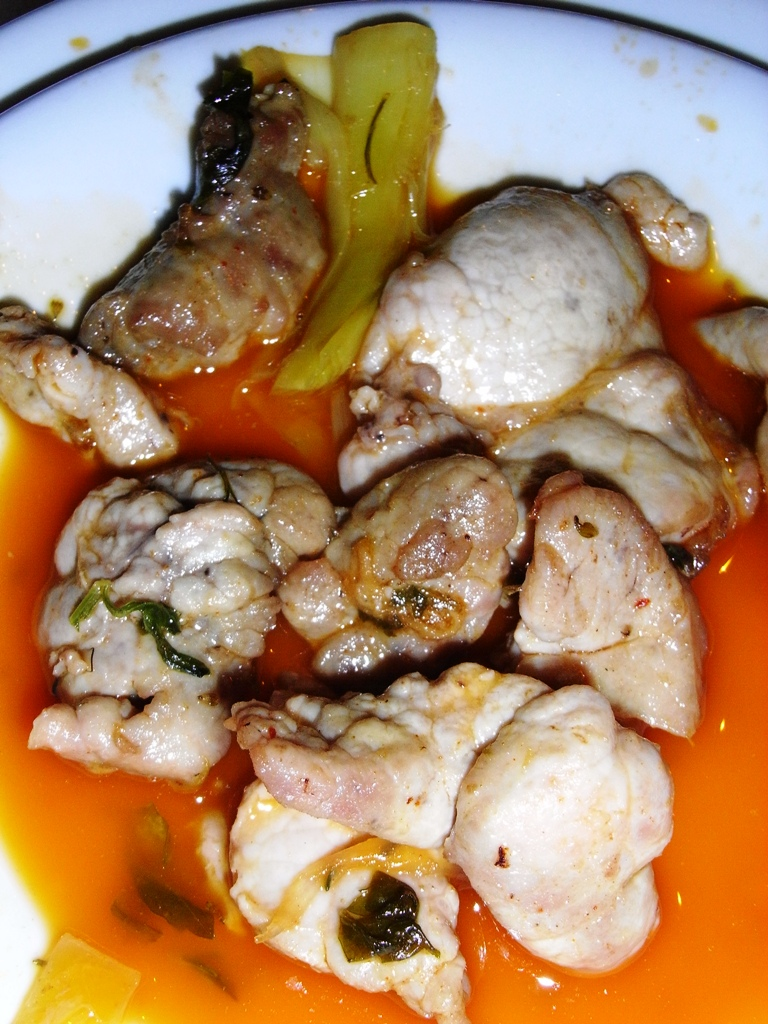
Mollejas con cebolletas.
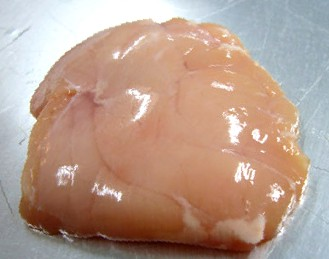
Mollejas de cordero.
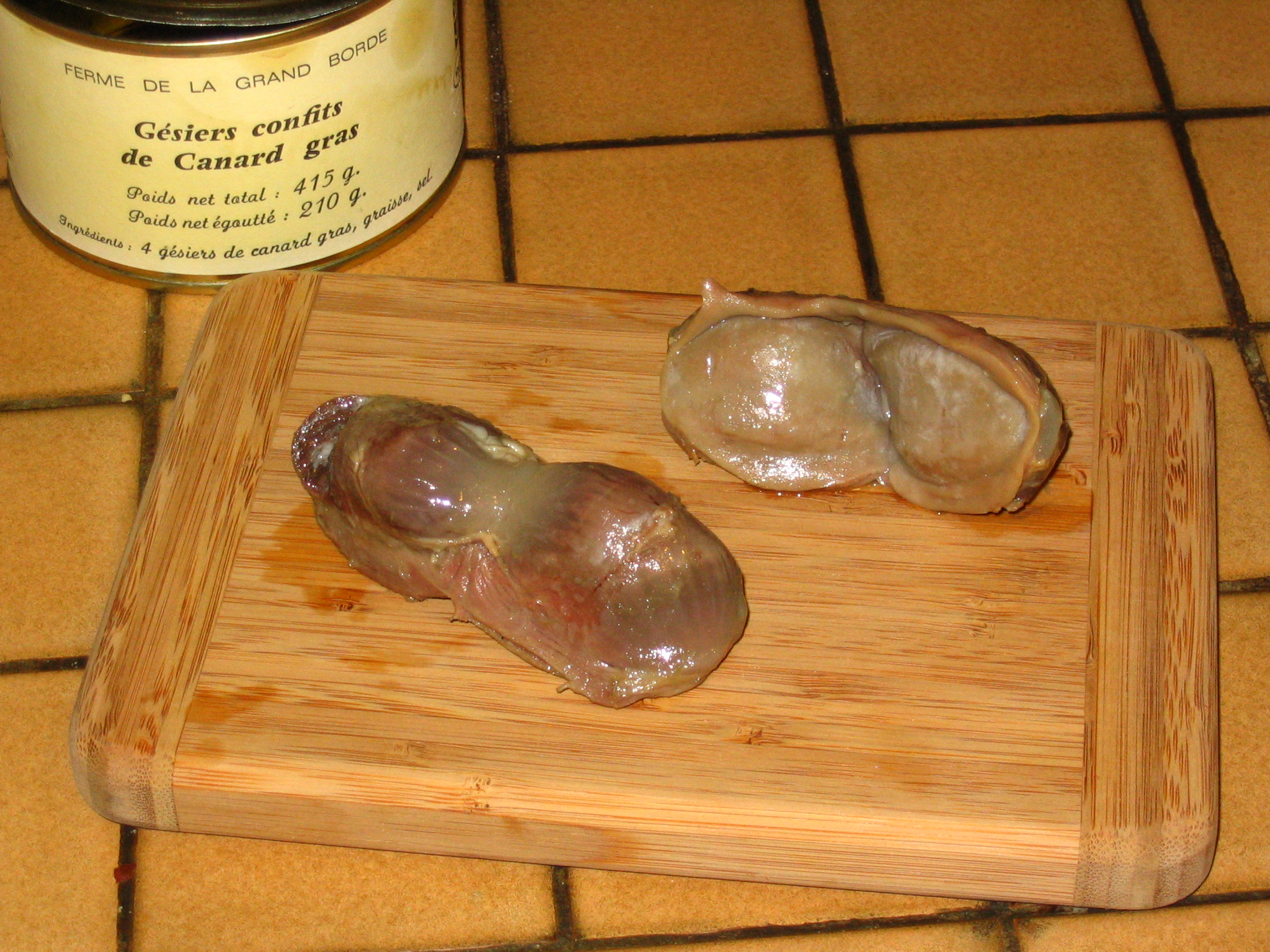
Mollejas confitas de pato.
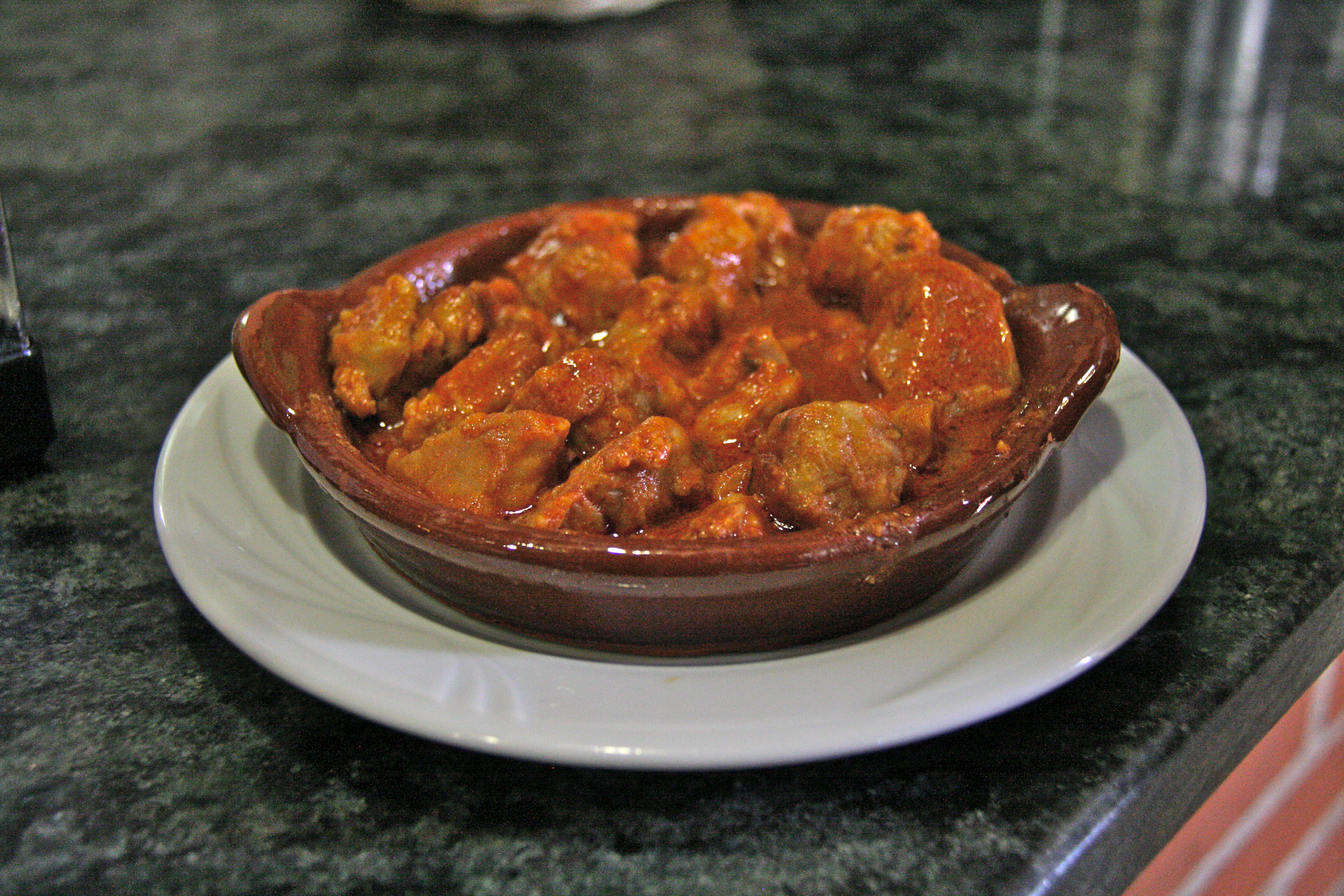
Mollejas estofadas en salsa de tomate.
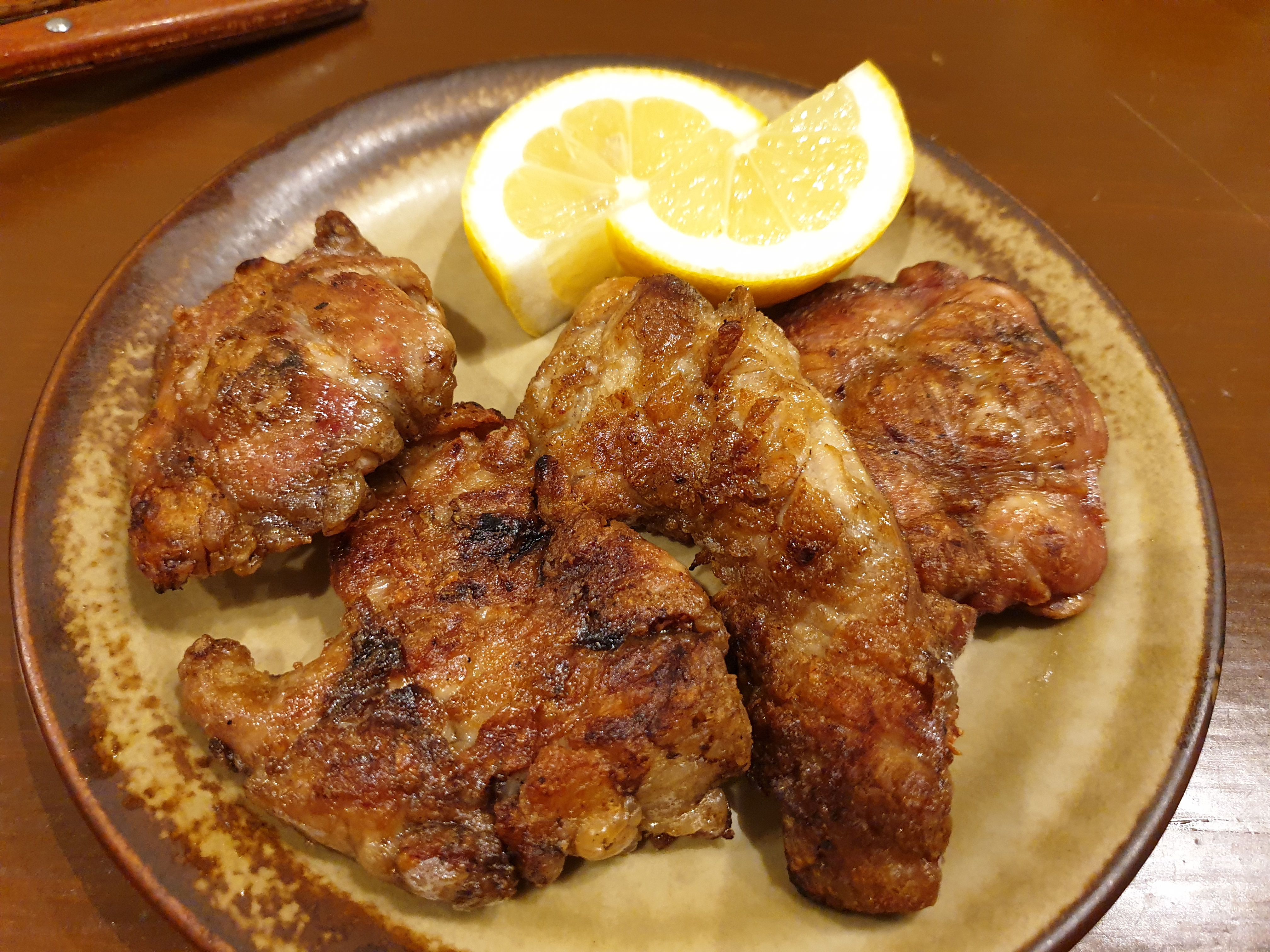
Mollejas a la parrilla.